# Erszényes ragadozók
A erszényes ragadozók (Dasyuromorphia) az emlősök (Mammalia) osztályának, azon belül az elevenszülő emlősök (Theria) alosztályának és az erszényesek (Marsupialia) alosztályágának egy rendje.

## Rendszerezés
A rendbe az alábbi 3 család tartozik:
- erszényesnyestfélék (Dasyuridae) – 69 faj
- erszényeshangyász-félék (Myrmecobiidae) – 1 faj
- †erszényesfarkas-félék (Thylacinidae) – 1 recens faj, kihalt